# Sun Simiao

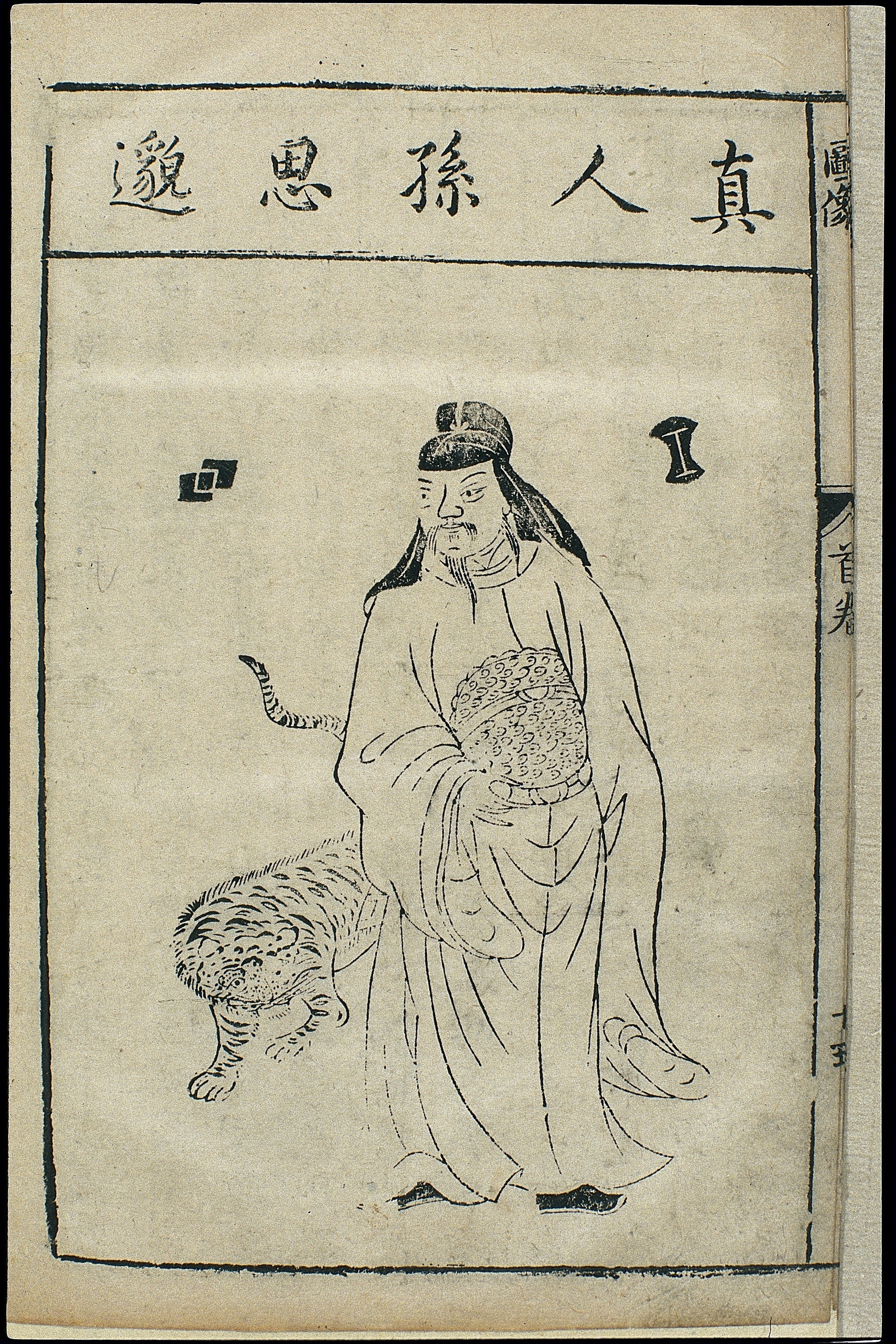
Sun Simiao representado por Gan Bozong, grabado en madera, dinastía Tang (618-907).

Sun Simiao (en chino tradicional, 孫思邈; en chino simplificado, 孙思邈; pinyin, Sūn Sīmiǎo; Wade-Giles, Sun Ssu-miao; fallecido en 682) fue un médico y escritor chino de las dinastías Sui y Tang. Recibió el título de «Rey de la Medicina de China» (藥王; 药王, Yaowang) por sus importantes contribuciones a la medicina china tradicional y su gran atención a sus pacientes.

## Libros

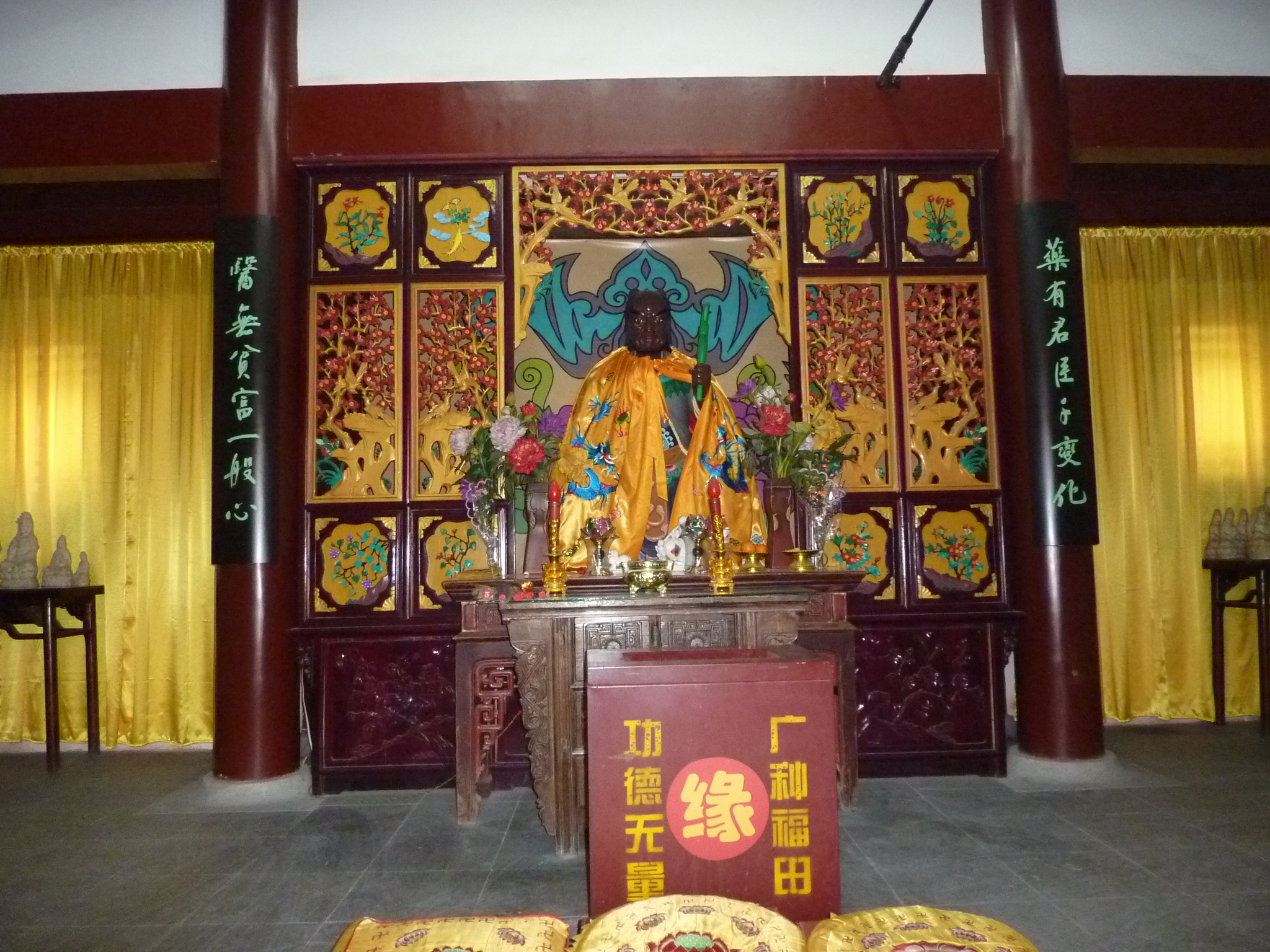
Yaowang en el Palacio Tianfei, Nankín.

Sun escribió dos libros, Beiji qianjin yaofang («Fórmulas esenciales para emergencias [que valen] mil piezas de oro») y Qianjin yifang («Suplemento para las fórmulas de mil piezas de oro»), que fueron hitos en la historia de la medicina china, que resume la medicina anterior a la dinastía Tang. El primero enumeró alrededor de 5300 recetas de medicamentos, y el segundo 2000. También presentó las «Trece medidas para mantener la salud», que afirmaban que acciones como tocarse el cabello, poner los ojos en blanco, caminar y sacudir la cabeza mejoraban la salud.
Aparte de esto, es conocido por el texto «Sobre la sinceridad absoluta de los grandes médicos», a menudo llamado «el juramento hipocrático chino», que proviene del primer capítulo del primero de los libros mencionados anteriormente. Esta parte del libro sigue siendo una lectura obligatoria para los médicos chinos. El siguiente es un extracto del texto:

Un gran médico no debe prestar atención al estatus, la riqueza o la edad; tampoco debe cuestionar si la persona en particular es atractiva o no, si es un enemigo o un amigo, si es chino o extranjero o, finalmente, si es inculto o educado. Debería encontrarse con todos en igualdad de condiciones. Siempre debe actuar como si estuviera pensando en sus parientes cercanos.

La obra Sutilezas esenciales en el Mar de Plata (銀海精微, yínhǎi jīngwēi) probablemente fue escrita por Sun Simiao. Se publicó a finales de la dinastía Yuan (1271-1368) y ha tenido una gran influencia en la oftalmología china hasta la actualidad.
Además de su trabajo médico, Sun también experimentó con la alquimia externa waidan china y pudo haber sido un adepto daoísta iniciado. El sinólogo Nathan Sivin dice de Danjing yaojue (丹經要訣, «Fórmulas esenciales de los clásicos alquímicos»):
… es lo más parecido a un manual de laboratorio moderno que cualquier cosa que podamos encontrar en la literatura antigua. Después de un prefacio y un catálogo de nombres de elixires, hay un conjunto de especificaciones detalladas para las necesidades del laboratorio, incluido el laúd liuyini 六一泥 «seis-uno» que se empleó universalmente en la farmacología y la alquimia chinas para el sellado hermético de vasos de reacción. Finalmente, están las recetas en sí: ingredientes agrupados al principio, con el peso y la preparación anticipada claramente anotados, e instrucciones perspicaces y concisas para combinar y usar los productos.